# Микки Маус и кенгуру
Микки Маус и кенгуру (англ. Mickey's Kangaroo) — короткометражный мультфильм о Микки Маусе, выпущенный 13 апреля 1935 года. Это последний чёрно-белый мультфильм о Микки.

## Роли озвучивали
- Микки Маус (озвучивает Уолт Дисней)
- Плуто (озвучивает Пинто Колвиг)
- Кенгуру Хоппи (неизвестно)

## Медиа
- DVD: «Сокровища Уолта Диснея: Микки Маус в черно-белом»